# داستان‌های سیمز
داستان‌های سیمز یک سری بازی ویدئویی است که بر پایه سیمز ۲ بنا شده‌اند. آنها به گونه‌ای بهینه‌سازی شده‌اند تا بتوانند در رایانه‌های کیفی و رایانه‌های کندتر نیز عمل کنند.
این بازی‌ها شامل موارد زیر هستند:
- داستان زندگی سیمز
- داستان حیوانات خانگی سیمز
- داستان سیمز رانده شده